# Miradouro da Fajã dos Cubres

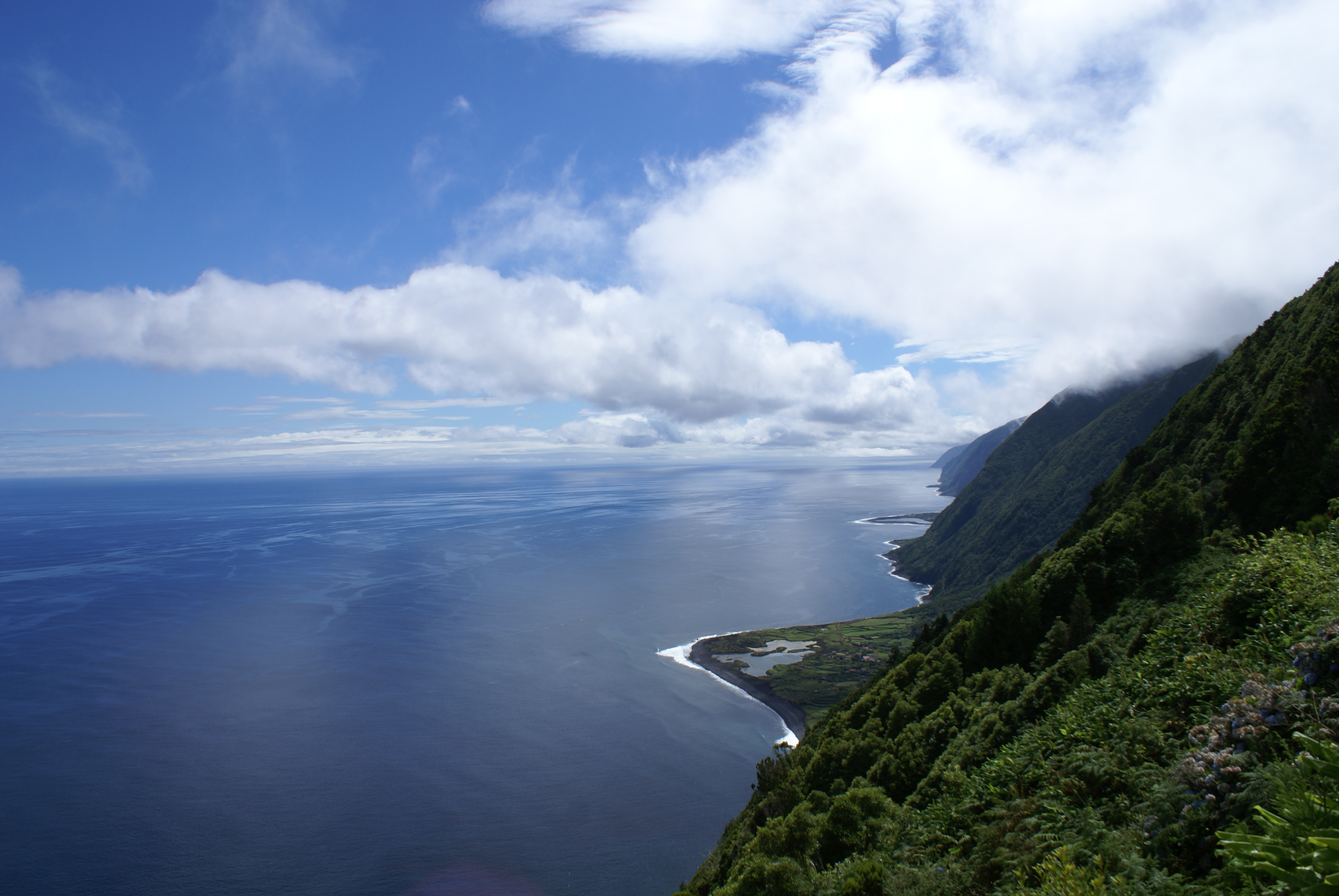
Miradouro da Fajã dos Cubres, ao fundo Fajã dos Cubres de a Fajã da Caldeira de Santo Cristo.

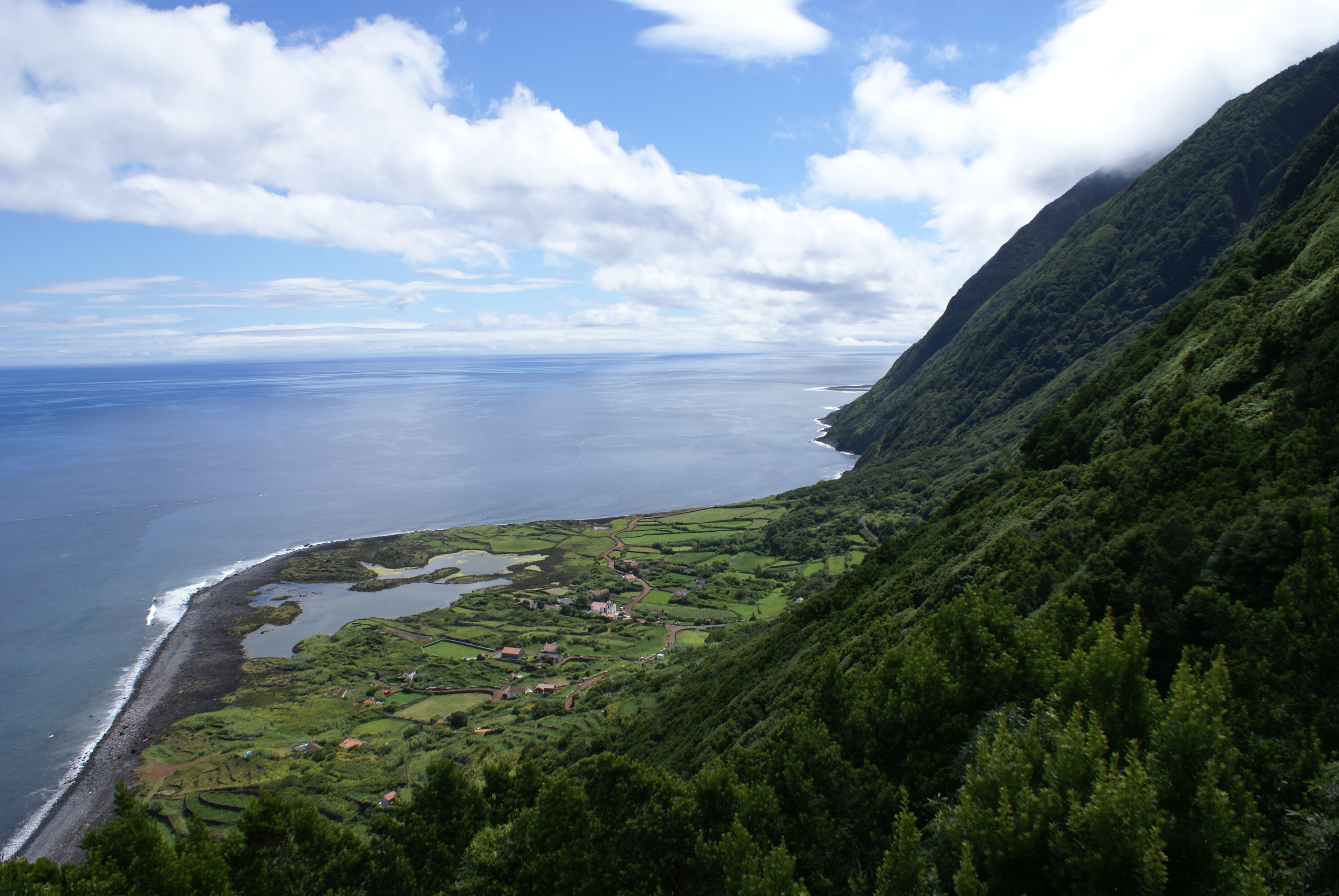
Fajã dos Cubres.

O Miradouro da Fajã dos Cubres é um miradouro português localizado no caminho de acesso à Fajã dos Cubres, fajã que pertence à  freguesia da Ribeira Seca, concelho da Calheta, ilha de São Jorge, arquipélago dos Açores.
Deste miradouro que oferece a vista de uma paisagem que se estende desde a Fajã dos Cubres até à Fajã da Caldeira de Santo Cristo, é possível avistar uma importante parte das falésias da costa Norte da ilha, além da Ermida de Nossa Senhora de Lourdes, aninhada junto à Lagoa da já referida Fajã dos Cubres.

## Referência
- Esoperadores.com Referência ao Miradouro da Fajã dos Cubres.